# Planisphäre

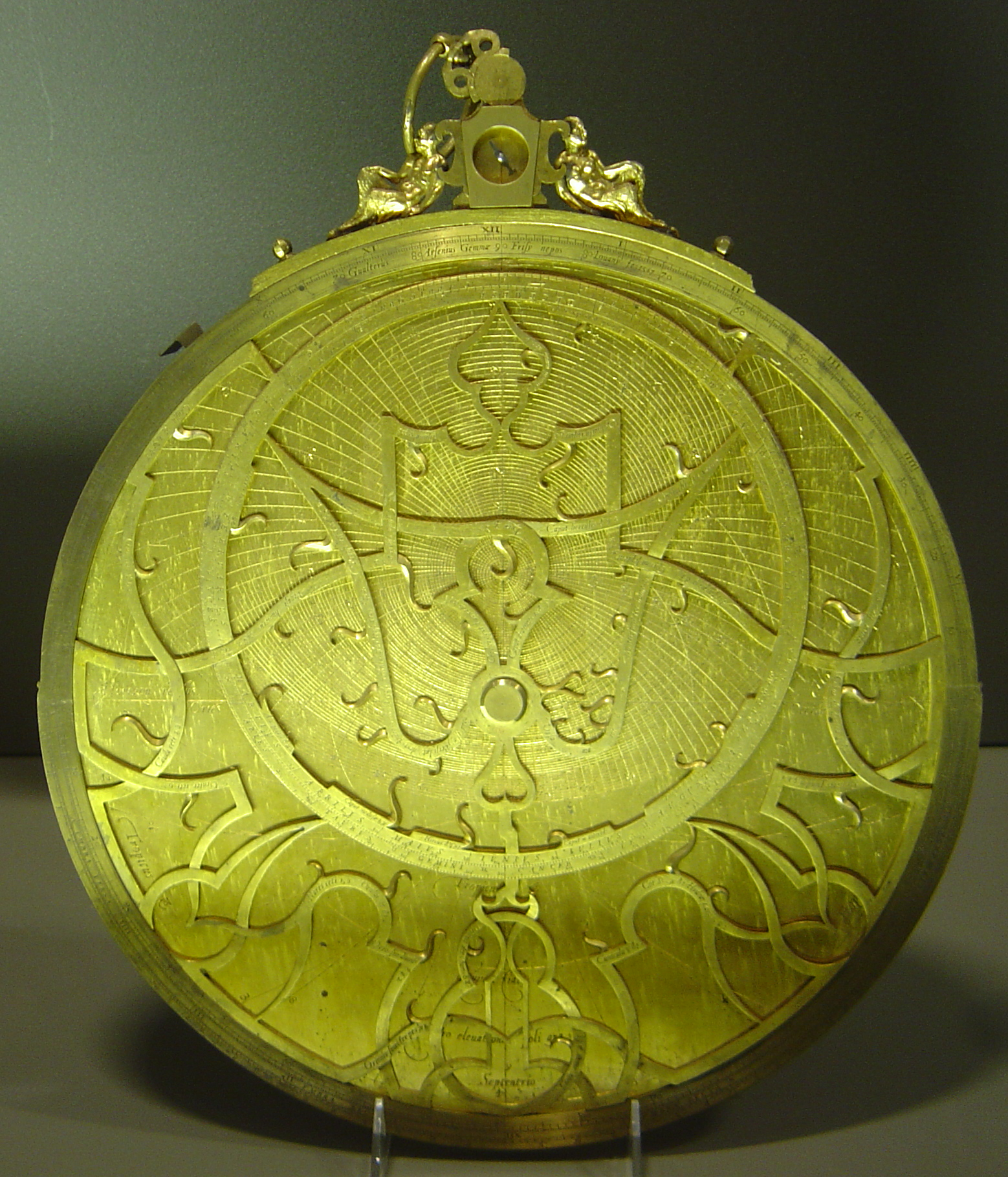
Astrolabium: Drehbare Rete mit Sternen (Enden der „Dorn-Spitzen“) und Ekliptik (exzentrischer Tierkreis); Zenit über der Mitte auf fester Unterlage (Tampion)

Als Planisphäre wird die Zentralprojektion der Himmelssphäre auf eine Ebene bezeichnet.
Sie wird unter anderem bei drehbaren Sternkarten verwendet.
Die Projektion erfolgt in der Regel aus einem der beiden Himmelspole, wobei die Gegend um das Projektionszentrum prinzipiell nicht abbildbar ist. Wird wie im Astrolabium die stereografische Projektion des Himmels auf die sogenannte Rete angewendet, begnügt man sich damit, den Ekliptik-Kreis noch ganz zu erfassen. Bei Projektion aus dem Südpol wird der Nordhimmel bis zum südlichen Wendekreis, aus dem Nordpol der Südhimmel bis zum nördlichen Wendekreis erfasst.
Manche moderne Sternkarten verwenden die mittabstandstreue Azimutalprojektion, die keine echte Projektion ist. Mit ihr ist die Abbildung bis zum Gegenpol als Kreis am äußeren Rand möglich, was aber eine wirklichkeitsfremde Verzerrung ist. Man erstreckt die Abbildung deshalb auch nur bis knapp über die Ekliptik hinaus. Vorteil ist, dass die Deklinationskreise in gleichmäßigem Abstand als Kreise um  das Drehzentrum erscheinen. Im Unterschied zur stereografischen Projektion sind die Bilder des Horizonts und der Ekliptik keine Kreise.

## Geschichte
Hipparchos entdeckte, dass mit der stereografischen Projektion eine winkeltreue Abbildung des Himmels möglich ist. Mit wachsender Entfernung vom Pol tritt zwar eine Flächenverzerrung auf, lässt sich aber gut abschätzen.
Die Konstruktion von Planisphären wird z. B. von Ptolemäus beschrieben. Obwohl keine antiken Planisphären erhalten sind, handelt es sich bei Exemplaren aus dem 8. bis 10. Jahrhundert vermutlich um direkte Kopien antiker Vorlagen.
Die von Paolo dal Pozzo Toscanelli 1457 angefertigte Weltkarte und die 1502 erworbene Weltkarte des Alberto Cantino werden ebenfalls Planisphären genannt.
Das seit dem Mittelalter bekannte flache Astrolabium dient nicht nur als Messinstrument, sondern auch zur Darstellung des sich drehenden Sternenhimmels. Seine Rete enthält einige ausgewählte Sterne und ist ebenso drehbar wie die Scheibe einer modernen Sternkarte.

## Drehbare Sternkarte

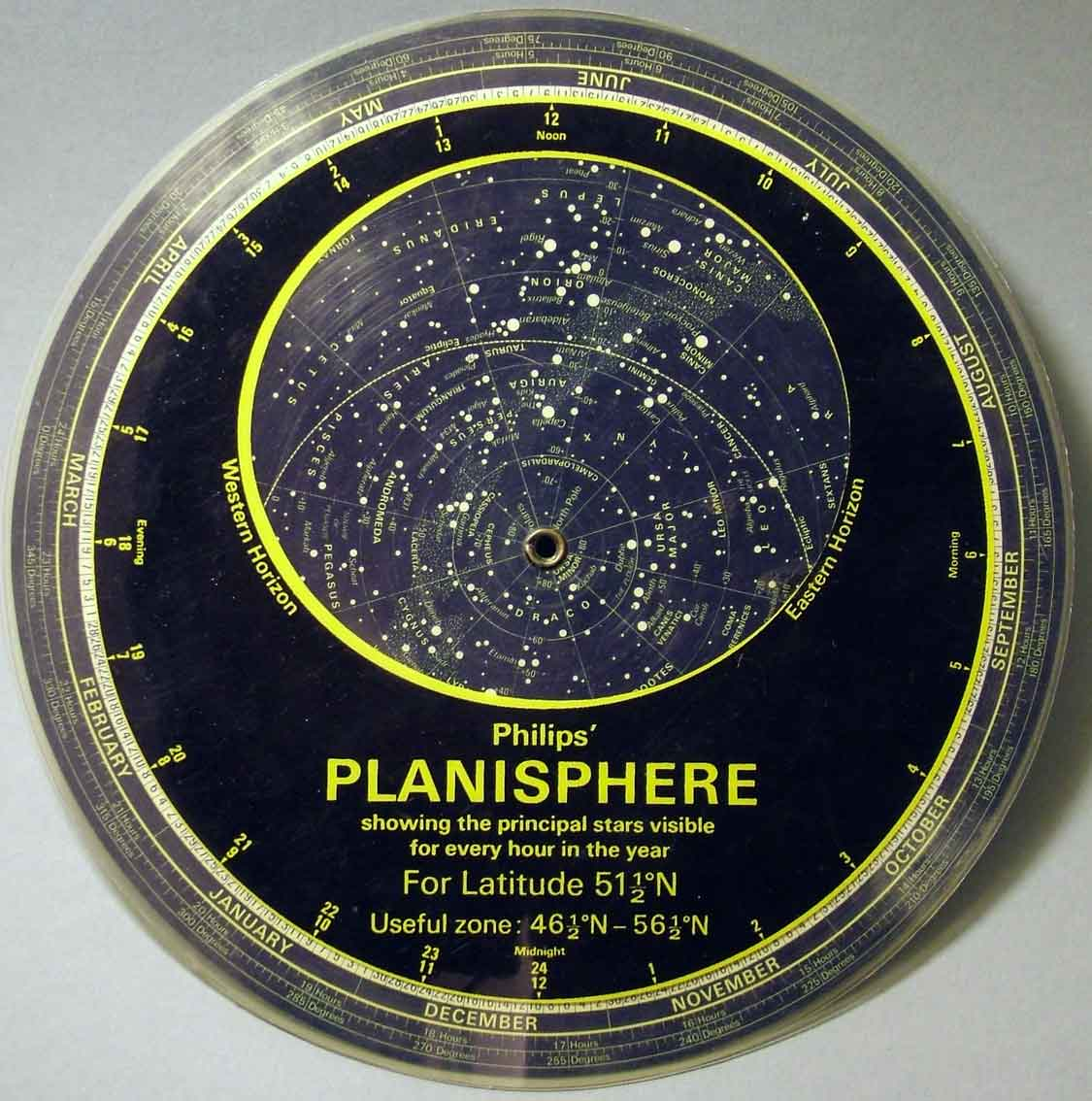
Planisphäre, das heißt eine drehbare Sternkarte aus zwei Scheiben

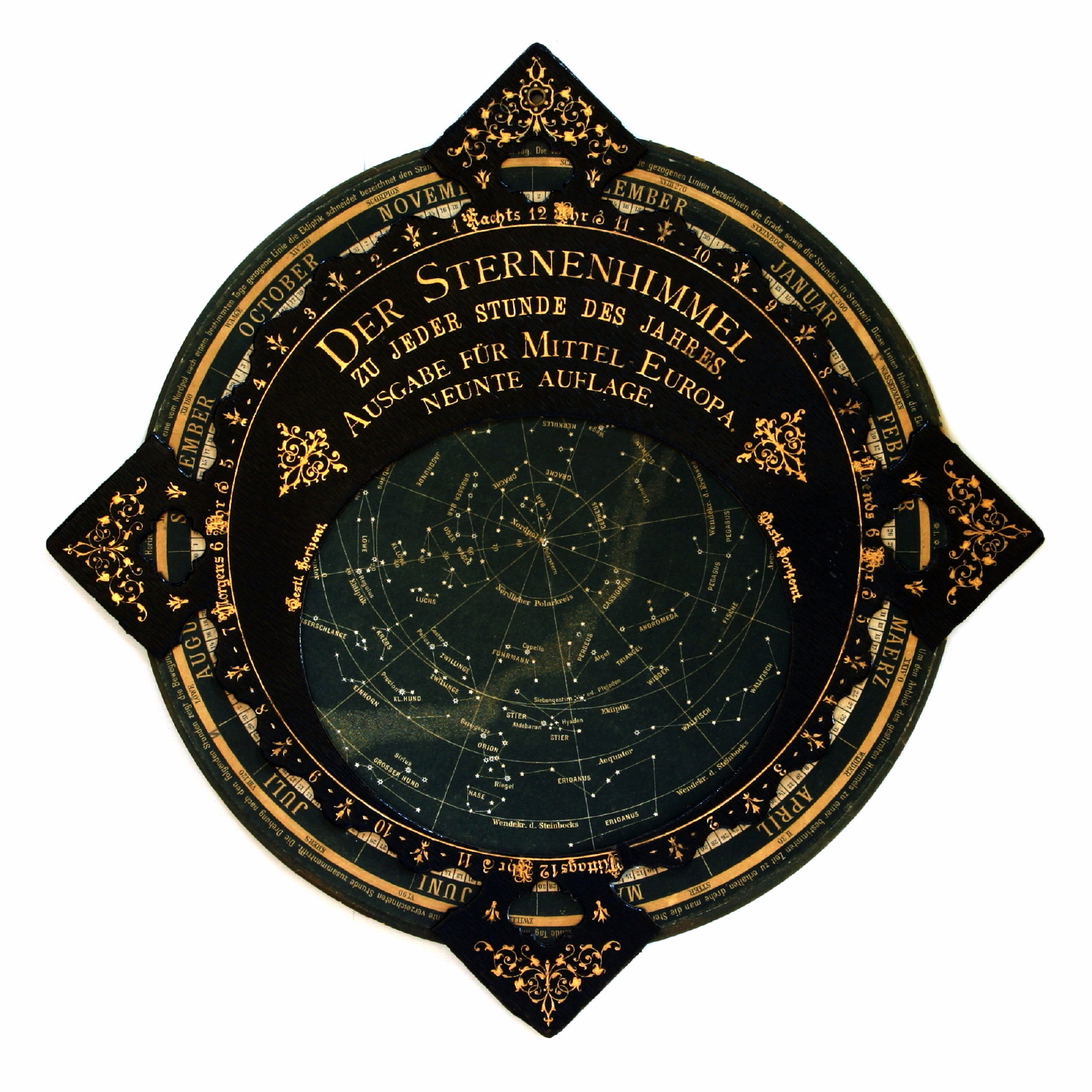
Drehbare Sternkarte, um 1900
im Vergleich zur oben abgebildeten Sternkarte 180° verdreht liegend, weil Beschriftung der Deckscheibe 180° verdreht angebracht ist

Der durch das Fenster sichtbare Teil einer drehbaren Sternkarte ist der von einer bestimmten geografischen Breite aus im Verlauf des Jahres beobachtbare Sternenhimmel. Der Fensterrand ist das Bild des Horizonts. Die meisten für Deutschland gedachten Karten sind für den Breitengrad 50° Nord, auf dem ungefähr Frankfurt am Main liegt, ausgelegt. Manche Hersteller bieten für die Nordhalbkugel der Erde ein Sortiment zwischen 40° Süd und 60° Nord in einer Stufung von 10° an. Unterschiedlich ist nur das Fenster, die Scheibe mit den Sternen kann wiederholt Verwendung finden.

### Bauweise mit zwei Scheiben
Eine einfache Sternkarte besteht aus nur zwei Scheiben, wobei die kleinere Deckscheibe das Fenster enthält. Mitunter ist zusätzlich ein drehbarer Zeiger als einstellbare Merkhilfe aufgesetzt.

#### Sternenscheibe
Auf der Sternenscheibe (aus Pappe oder Kunststoff) ist der Himmel abgebildet: Sternbilder, einzelne Sterne bis zur 4. oder 5. Größenklasse und einige größere Himmelsobjekte wie Sternhaufen und Nebel. Es ist alles vorhanden, was an einem bestimmten Breitengrad im Laufe eines Jahres beobachtbar ist. Bei einer Sternenkarte für 50° nördlicher Breite ist das der nördliche Himmel und ein Streifen bis 40° südlicher Himmelsbreite (+50°−90°=−40°). Über den Breitenkreisen und Längengradlinien ist der Ekliptik-Kreis hervorgehoben dargestellt.
Am Rand können mehrere konzentrische Skalen angebracht sein:
- ein Jahreskalender (12 Monate, 365 Tage) als wesentliche Skala zur Einstellung des Beobachtungsmoments,
- eine zum obigen Jahreskalender zeitweise (maximal etwa 4°) abweichende Skala, die die Zeitgleichung für die Beobachtung der Sonne berücksichtigt, die Skala für die wahre Sonne,
- eine Rektaszensions-Skala (in ° für den Rektaszensionswinkel, in Stunden für die Sternzeit).

#### Deckscheibe
In ihrem Fenster erscheint nur der momentan sichtbare Teil des Himmels. Der annähernd kreisförmige Fensterrand stellt den Horizont dar. Der abgedeckte Teil des Himmels befindet sich in Realität unter dem Horizont. Der Fensterrand ist mit den vier Himmelsrichtungen beschriftet. Der Süd-Bogen (im oberen Bild der obere Rand) ist länger als der Nord-Bogen (im oberen Bild der untere Rand). Die vier Himmelsrichtungen haben die umgekehrte Reihenfolge wie gewohnt. Ursache dafür ist, dass der Blick in den Himmel gerichtet ist, nicht auf die Erde wie bei üblichem Gebrauch:

„Stellen Sie sich vor, Sie liegen in einer sternklaren Nacht auf dem Boden und schauen
senkrecht nach oben in den Himmel. Ihre Füße zeigen dabei nach Süden. Dann ist
rechts Westen und links Osten, genau wie es auf der Himmelskarte angezeigt wird.“

Der Rand der Sternenscheibe mit seinen Skalen ragt unter der Deckscheibe hervor. Die Uhrzeitskala mit 24 Stunden auf der Deckscheibe korrespondiert mit diesen Skalen.

#### Zeigestab
Auf ihm befindet sich eine Deklinationsskala. Ist die Position (Rektaszension und Deklination) eines Objektes bekannt, so kann der Stab auf die Rektaszension gedreht werden. Am Schnittpunkt mit der Deklination befindet sich das Objekt.

### Bauweise mit drei Scheiben
Bei Verwendung von drei Scheiben entsteht eine stabilere Sternkarte. Die Sternscheibe befindet sich in einem aus Deck- und Unterlegscheibe bestehenden Gehäuse mit Schlitzen am Rand, aus denen sie hervorragt, um zum Verdrehen anfassbar zu sein.

### Gebrauch

#### Einstellung des Beobachtungsmomentes
Der Sternenhimmel macht – von der Erde aus gesehen – alle 24 Stunden 1⁄365 mehr als eine Umdrehung (ein siderischer Tag dauert nur etwa 23h 56m 4s). Die Ansicht des Sternenhimmels ist somit nicht nur von der Tageszeit, sondern auch von der Jahreszeit abhängig, was die entsprechende Einstellung der Sternkarte erfordert: Deck- und Sternenscheibe werden so gegeneinander verdreht, dass Uhrzeit und Jahresdatum zusammentreffen. Als Einstellhilfe kann der Zeigestab benutzt werden.
Die Sommerzeit macht eine Korrektur von einer Stunde erforderlich. Die Längengrad-Differenz zu 15° Ost (Bezugsgrad für die MEZ) ist mit vier Minuten Verschiebung pro Grad zu berücksichtigen. Bei der „Drehbaren Kosmos-Sternkarte“ (Kosmos-Verlag) ist für die Zeitskala bereits die Mittlere Ortszeit in Frankfurt am Main (8°41' Ost) gewählt.
Beispiel: München (11° Ost), 10. Juli, 22:00 Uhr

Die MEZ ist 21:00 Uhr (22−1=21). Die Ortszeit von München ist 16 Minuten früher ((15−11)·4= 16). Die einzustellende Zeit ist 20:44 Uhr.

#### Beobachtung
Die eingestellte Sternenkarte deckt sich mit dem momentanen Himmel, wenn man sie vor sich so nach oben hält, dass sich der Polarstern genau hinter der Kartenmitte befindet. Der abgebildete Raumwinkel ist wesentlich größer als der Sehwinkel des Menschen (er passt eher zu einem Fischauge). Zur Betrachtung der äußeren Teile des momentan sichtbaren Himmels ist es nötig, den Kopf in eine andere Richtung zu drehen. Praktischerweise hat man die Sternkarte horizontal vor sich liegen und betrachtet ein Stück Himmel zwischen Horizont und Zenit, wobei man auch nicht umhinkommt, den Kopf auf- und abwärts zu drehen. Dabei hat man denjenigen Fensterrand der Karte auf seiner Seite, der zu dem Horizont-Teil gehört, in dessen Richtung man sich positioniert hat.

#### Ablesungen
Beispielsweise soll der Zeitpunkt des Sonnenuntergangs am 10. Juli in München abgelesen werden. Der Zeigestab wird auf den 10. Juli auf der Skala für die wahre Sonne gestellt. Zeigestab, Westhorizont und Ekliptik werden in Deckung gebracht und die Uhrzeit abgelesen: 19:58 Uhr. Nun müssen die Zeitkorrekturen mit umgekehrtem Vorzeichen berücksichtigt werden. Die Sonne geht nach MESZ eine Stunde und 16 Minuten später unter, das heißt 21:14 Uhr.